# パピルス
パピルス（希: πάπυρος、ラテン語: papyrus）は、カヤツリグサ科の植物の1種、カミガヤツリ（パピルス草）の地上茎の内部組織（髄）から作られる、古代エジプトで使用された文字の筆記媒体のこと。パピルス紙とも呼ばれる。「紙」を意味する英語の「paper」やフランス語の「papier」などは、パピルスに由来する。ただし、パピルスは一度分散した繊維を絡み合わせ膠着させて薄く平らに成形したものではないため、狭義の紙ではない。

## 製法

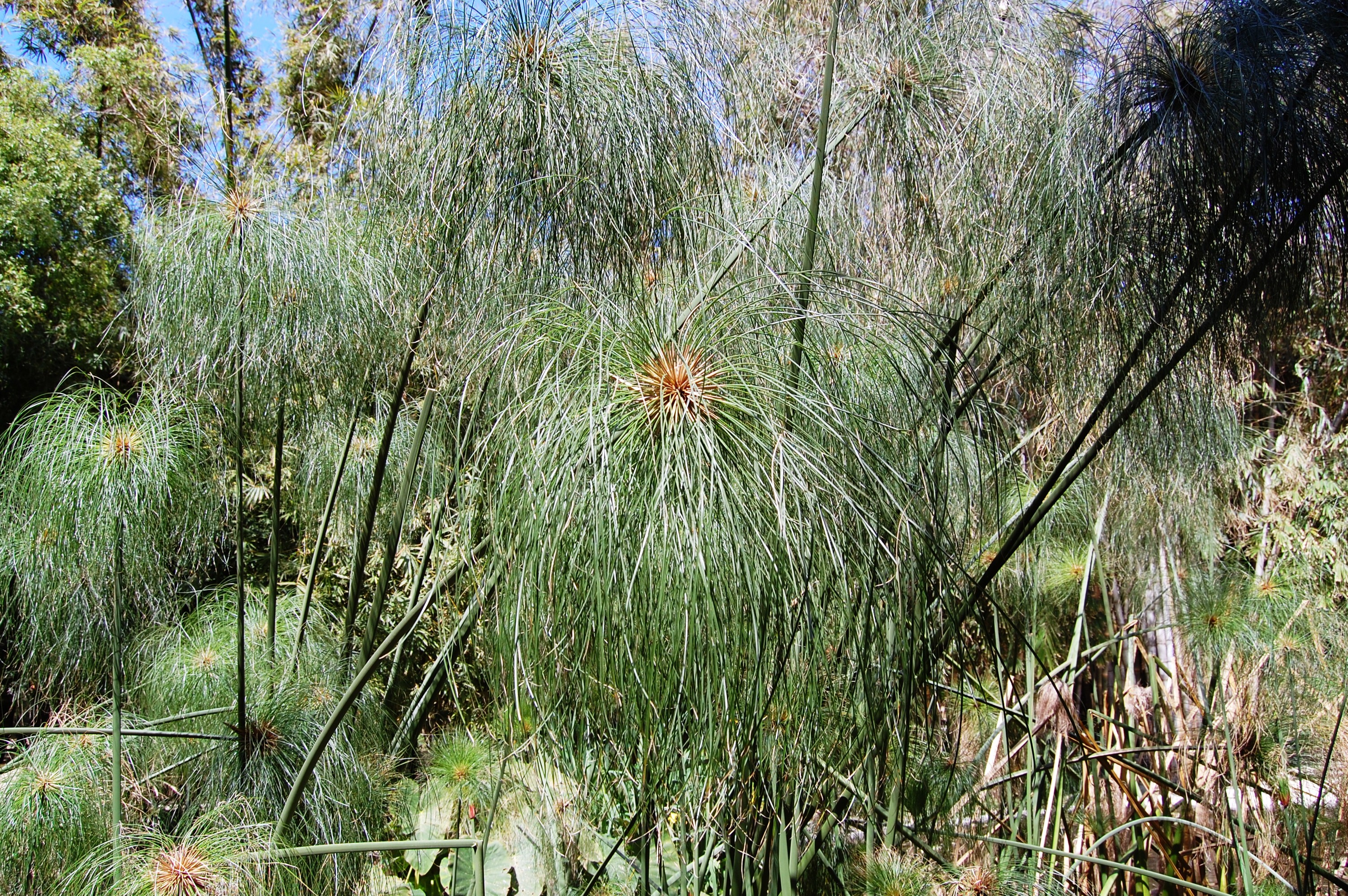
カミガヤツリ

パピルスは次のような工程によって作られる。この製法は20世紀に入って、復元及び確立されたもので、古代エジプト時代においても同様の工程で製造されたとされている。
1. 材料として数mの高さがある草の中ほどの部分を切断する。材料を取る場所が茎の中ほどに近づくほど製品の質は高くなる。
2. 刈り取った茎の皮（表皮・皮層・維管束の部分）を剥いで長さを揃え、針などを使って縦に薄く削ぎ、長い薄片を作る。茎は断面が三角形をなしていて広い面から薄片を削いでいくため、幅は少しずつ狭くなる。
3. 薄片を川から汲んだ水に漬け、細菌が繁殖してある程度分解が始まるまで2日ほど放置する。
4. フェルトや布を敷いた台の上に少しずつ重ねながら並べ、更にその上に直交方向に同じように並べ、さらに布で覆う。
5. 配列を崩さないように注意しながら槌などで強く念入りに叩いて組織を潰し、更に圧搾機やローラーなどで圧力を加えて脱水する。2、3日かけて圧搾・脱水させる。
6. 乾いた布で挟んで乾かし、4日ないし1週間かけて日陰などで乾燥させる。
7. 表面を滑らかな石や貝殻、また象など動物の牙などでこすって平滑にし、その後、縁を切り揃えて完成となる。

製作にはかなりの人手と日数を要した事、1枚1枚手作業によって製作されていたために高価だった。また、エジプト政府が使うためのパピルスを確保するために専売制も導入されていた。プトレマイオス朝時代のペルガモン王国への禁輸も、同国の図書館と蔵書の数を競った為だけでなく、生産が間に合わずに品薄だったともいわれる。それぞれの薄片が接着して一枚のシートとなるしくみは長い間謎となっていたが、今では膨潤して潰された植物組織が細菌の繁殖により粘性の物質に変化し、乾燥と同時に薄片どうしを強く接着するということが明らかになっている。
パピルスの製法は、生産がエジプトその他で廃れて以来失われていた。大プリニウスはその著書『博物誌』の中で、自身で実地に調査した製法を記していたが、薄片の接着については記述が曖昧であったので、その部分は後世論議の的になった。幾人かの人々が大プリニウスの記述をたよりに試行錯誤を重ね、20世紀に復元に成功している。パピルスの製造及び栽培はシチリア島やシリアでもしばらく行われており、現在でもパピルスが見られる。

## 特性と使用法

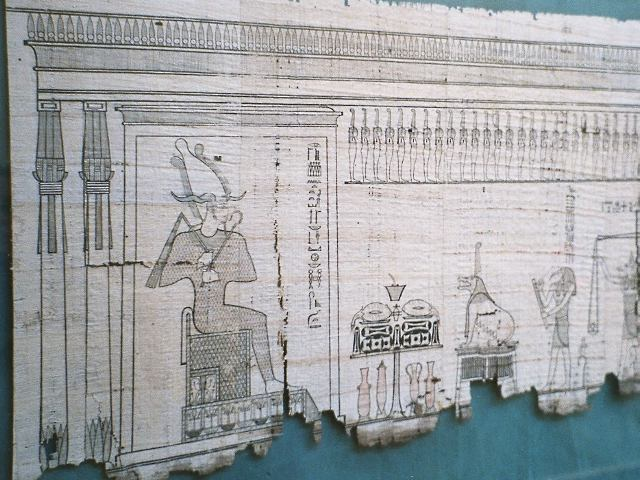
パピルスの巻物に書かれたエジプトの死者の書

完成した一枚のサイズ（幅）は最上質のものでは24センチメートルほど、最も大きくて40センチメートル程度、長さは25ないし30センチメートルほどで厚さは0.1ないし0.25ミリメートルであった。パピルスに筆記するためにはエジプトでは葦のペンを使い、ギリシアやローマでは葦のほか青銅製のペンも使った。
薄片を二層に接着して作るという構造上、表裏で繊維の向きが異なり、また折り曲げに弱いため冊子状にすることは難しいので、数枚から20枚程度のシートをアラビアゴムで長く繋ぎ合わせて巻物として使用された。一枚目を protokóllon といってローマ人はそこに巻物の産地と日付を記した。この言葉は今でも「プロトコル」として外交や通信の用語として使われている。
巻き伸ばしの頻度の高い外側ほど強い良質なシートを使い、一番外側にはしばしば標題を記した羊皮紙のカバーを付けた。両端に巻物の幅より長い木の心棒を付け、読むときには片手で巻きを戻しつつ、もう一方の手で読み終わった部分を外側の心棒に巻き取りつつ読んだ。多くの巻物から必要な情報を探すには不便であったが、筆記用パピルスの、ギリシャなどへ盛んに輸出される前までの主な用途は副葬品である死者の書が大部分であったので巻物でも不便はなかった。古代ギリシアで作られた巻物は長くても10メートル内外だが、エジプトでは30メートルに及ぶものがあった。
製品には材料の薄片を取る部位などによって数等の等級があり、『博物誌』にはローマで流通する商品として八種類の名称が挙げられてある。高級品は純白で、罫線つきのものもあった。最低級品は包装用であった。しばしば古いものは表面を削って再利用されたり裏を使ったりされた。エジプトほど気候が乾燥していない地方ではパピルスは注意していないとカビなどに侵されやすかった。またローマでは古いパピルスを元の薄片に分解し、表面を削って文字を消したり傷んだ薄片を除いて新しいものと取り替えるなどして膠あるいは小麦粉から作った糊で張り合わせた再生品の販売も行われていた。後にキリスト教徒が聖書を筆写するようになると、幾度も読み返したり検索したりする必要からコデックス（冊子本）も作られるようになったが、強度上の問題があった。

## 普及と衰退
プトレマイオス朝時代には、エジプトの輸出品として各地に広まった。フェニキア人の都市ビブロス（現在のレバノンのジュバイル）がそのギリシャ向けの積み出し港だったのでビブロスの名がパピルスを意味する語に、また本を意味するようにもなり、現在英語で聖書を意味する語「Bible（）」もそこから来ているとされる。
後に小アジアのヘレニズム国家、ペルガモン王国に対する禁輸がもとで同国で羊皮紙の生産や文芸書への使用が奨励され、使いやすい羊皮紙が生産されるようになった。羊皮紙を意味するパーチメントはこのペルガモンに由来すると言われている。羊皮紙も高価ではあったが、強度があり両面に書けるなど冊子としての利用に適しており、誤字は削って書きなおし可能という利点があったので、エジプトから遠い地方で普及したが、全ての書き物を羊皮紙で置き換えるのは高くつくため、手紙やノートなどにはパピルスが使われ続けた。800年頃に中国から紙の製法が伝来するとやがて伝統的なパピルスは生産されなくなった。その後、20世紀後半に入って専ら土産物として生産されるようになり、エジプト土産の一種としての地位を確立している。